# Jean Trenchant
Jean Trenchant (... – XV secolo) è stato un matematico francese.

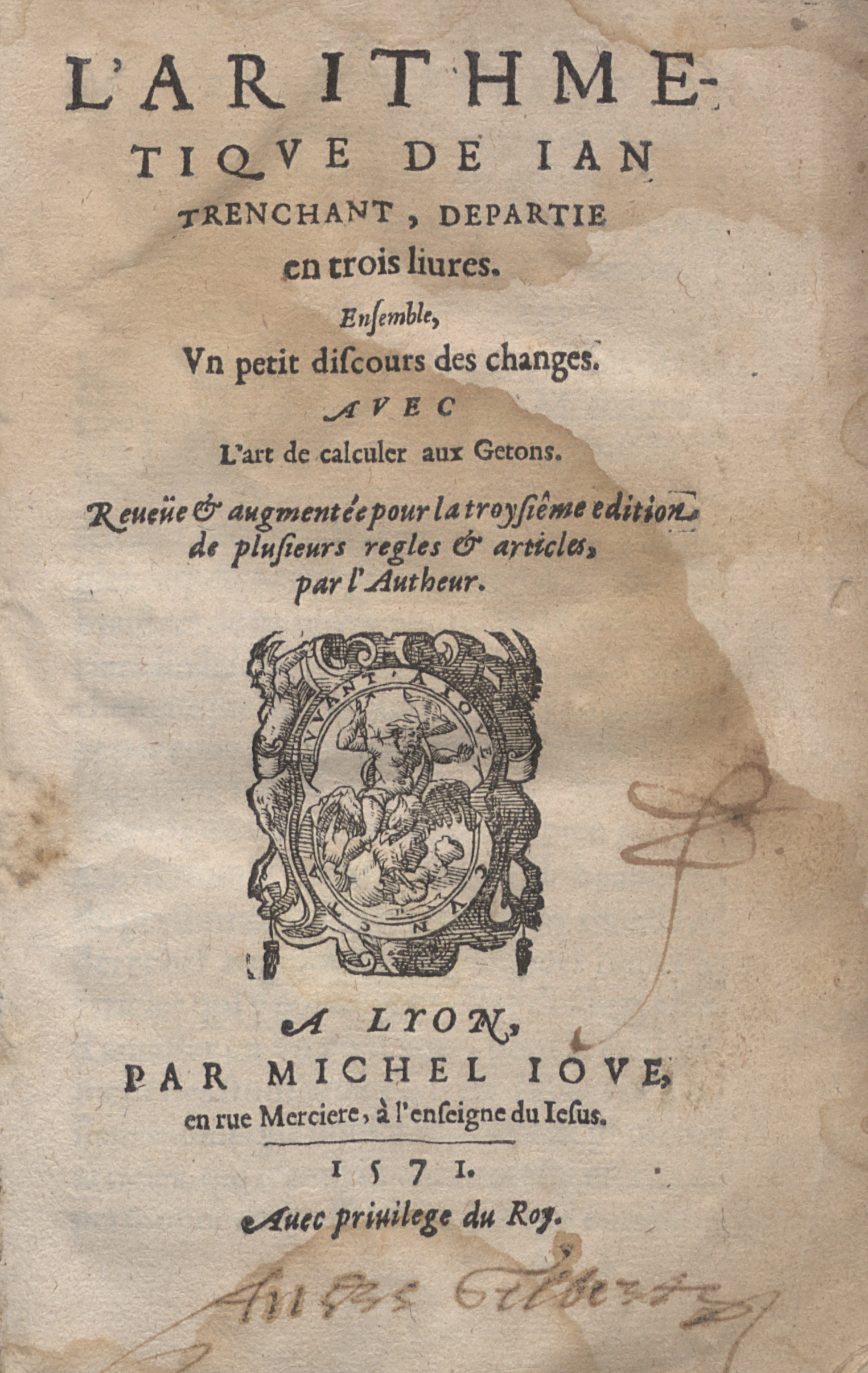
Arithmetique, 1571

La sua opera principale L'aritmetique departie en trois livres è citata come fonte da Simone Stevino nella prefazione delle sue Tafelen van Interest.

## Opere
- (FR) Jean Trenchant, L'aritmetique de Jan Trenchant departie en trois livres, ensemble un petit discours des changes. Avec l'art de calculet aux Getons, Lyon, Jove, 1561.
- (FR) Jean Trenchant, Arithmetique, A Lyon, Michel Jouve, Pierre Roussin, 1571. URL consultato il 14 giugno 2015.